# VEU Feldkirch
Die VEU Feldkirch ist ein österreichischer Eishockeyclub aus Feldkirch (Vorarlberg). Der Verein spielt seit 2022 in der drittklassigen Ö Eishockeyliga.
Der Verein wurde nach dem finanziellen Bankrott des gleichnamigen Vorgängervereins unter dem Namen „EHC Feldkirch“ im Jahr 2000 neu gegründet, der EHC Feldkirch 2000 diente in seinen ersten Jahren als reiner Nachwuchsverein und sollte den Nachwuchsspielern der VEU Feldkirch ein Betätigungsfeld geben. Parallel dazu wurde der „EC Supergau Feldkirch“ gegründet – dieser Verein rutschte wegen erneuter finanzieller Probleme aber nach der Saison 2003/04 wieder in die Insolvenz. Aufbauend auf dem bestehenden Nachwuchs-Verein EHC Feldkirch 2000 gelang es, dass Feldkirch seit der Saison 2004/05 zumindest in der zweithöchsten österreichischen Spielklasse mit einem Team vertreten ist. Von der Saison 2006/07 bis 2012 hieß der Verein offiziell „FBI VEU Feldkirch“ (Hauptsponsor Friedrich Brunauer Immobilien). Für die Saison 2010/11 wurde das traditionelle Logo der VEU Feldkirch etwas überarbeitet und modernisiert. Im Herbst 2012 wurde die Frastanzer Brauerei neuer Hauptsponsor.

## Geschichte

### Die ersten Jahre
Der erste Feldkircher Eishockeyverein, die „Vorarlberger Eishockey Union Feldkirch“ wurde 1932 als „EHC Feldkirch“ gegründet. In den dreißiger Jahren wurden mangels lokaler Konkurrenz vorwiegend Spiele gegen Schweizer Clubs ausgetragen, was jedoch durch den Zweiten Weltkrieg ein abruptes Ende fand. Während der Kriegsjahre kam der Spielbetrieb fast völlig zum Erliegen. 1945 wurde der Verein neu organisiert, und es fanden auch bald wieder Spiele, wiederum gegen Schweizer Konkurrenten statt, wenngleich kaum Geld zur Verfügung stand und die Spieler sich ihre Ausrüstung zum Teil selbst „zusammenbasteln“ mussten. Für die Saison 1948/49 organisierte der EHC Feldkirch eine Vorarlberger Meisterschaft und konnte diese auch souverän für sich entscheiden. Im Jahr 1951 trat der Club schließlich dem Österreichischen Eishockeyverband bei. Zu diesem Zeitpunkt wurde noch am Leonhardplatz unter freiem Himmel gespielt, der auch die Heimstätte des Clubs bei der ersten Bundesligasaison 1954/55 war.

### Erste Erfolge in der Bundesliga
In den folgenden Jahren wechselte der EHC Feldkirch immer wieder zwischen den verschiedenen Leistungsstufen, und auch das Fehlen einer Kunsteisbahn machte sich deutlich bemerkbar. Entsprechende Pläne waren bereits 1957 als Utopie abgelehnt worden, aber am 6. Dezember 1964 wurde das Projekt schließlich doch noch Wirklichkeit. 1967 folgte dann schließlich der Aufstieg in die Bundesliga: mit acht Siegen aus zehn Begegnungen hatte die Mannschaft die Nationalliga A souverän gewinnen können. Gleichzeitig wurde der Club nach dem Hauptsponsor in „EHC Hilti Feldkirch“ umbenannt. 
Bei der Premierensaison 1967/68 wurde die Mannschaft zwar noch Letzter, gewann aber den Cup Hilti-International mit einem 8:3 gegen HC Dukla Jihlava. In den folgenden Jahren wurde kontinuierliche Aufbauarbeit geleistet und in der Saison 1969/70 mit dem Vizemeistertitel hinter dem EC KAC belohnt.
Im Jahr 1971 erfolgte die Umbenennung in „VEU Feldkirch“, und ein Jahr später wurde mit dem Creditanstalt-Bankverein ein neuer Hauptsponsor an Bord geholt. Der Club etablierte sich im Mittelfeld der österreichischen Liga und tat mit der Überdachung der Eisbahn im Jahr 1977 den nächsten wichtigen Schritt in die Zukunft. Es folgte jedoch eine schwierige Zeit, als die VEU 1978 nur knapp am Konkurs vorbeischlitterte, was auch Änderungen in der Vereinsführung nach sich zog. Positiv erwiesen sich jedoch einige Spielerverpflichtungen wie jene von Kelvin Greenbank, der dem Verein lange Zeit treu bleiben sollte.

### Der erste Meistertitel
Im Jahr 1981 wurden mit Brian Hill, Jeff Geiger, Günther Stockhammer, Karl Heinzle und einigen anderen neuen Spielern der Kern für eine Mannschaft gebildet, die in den folgenden Jahren das Geschehen in der Liga bestimmen sollte. Trainer Miroslav Berek wurde zwar nach Unstimmigkeiten mit den Spielern entlassen, mit Rudi Zanona als Coach und Greenbank als Spielertrainer setzte sich die Mannschaft aber in der Meisterrunde der Saison 1981/82 im entscheidenden Spiel in Klagenfurt mit 6:4 durch und gewann so den ersten Meistertitel der Clubgeschichte. Die Titelverteidigung gelang gleich zwei Mal in Folge, und parallel dazu zeigten auch die Meistertitel der Nachwuchsmannschaften des Clubs, dass in Feldkirch inzwischen erfolgreich gearbeitet wurde. 1986 gab es jedoch erneut finanzielle Probleme, die auch dazu führten, dass der Ausgleich angemeldet wurde. Der Club blieb jedoch bestehen und setzte die gute Arbeit in den folgenden Jahren fort.

### Höhepunkt und Ende

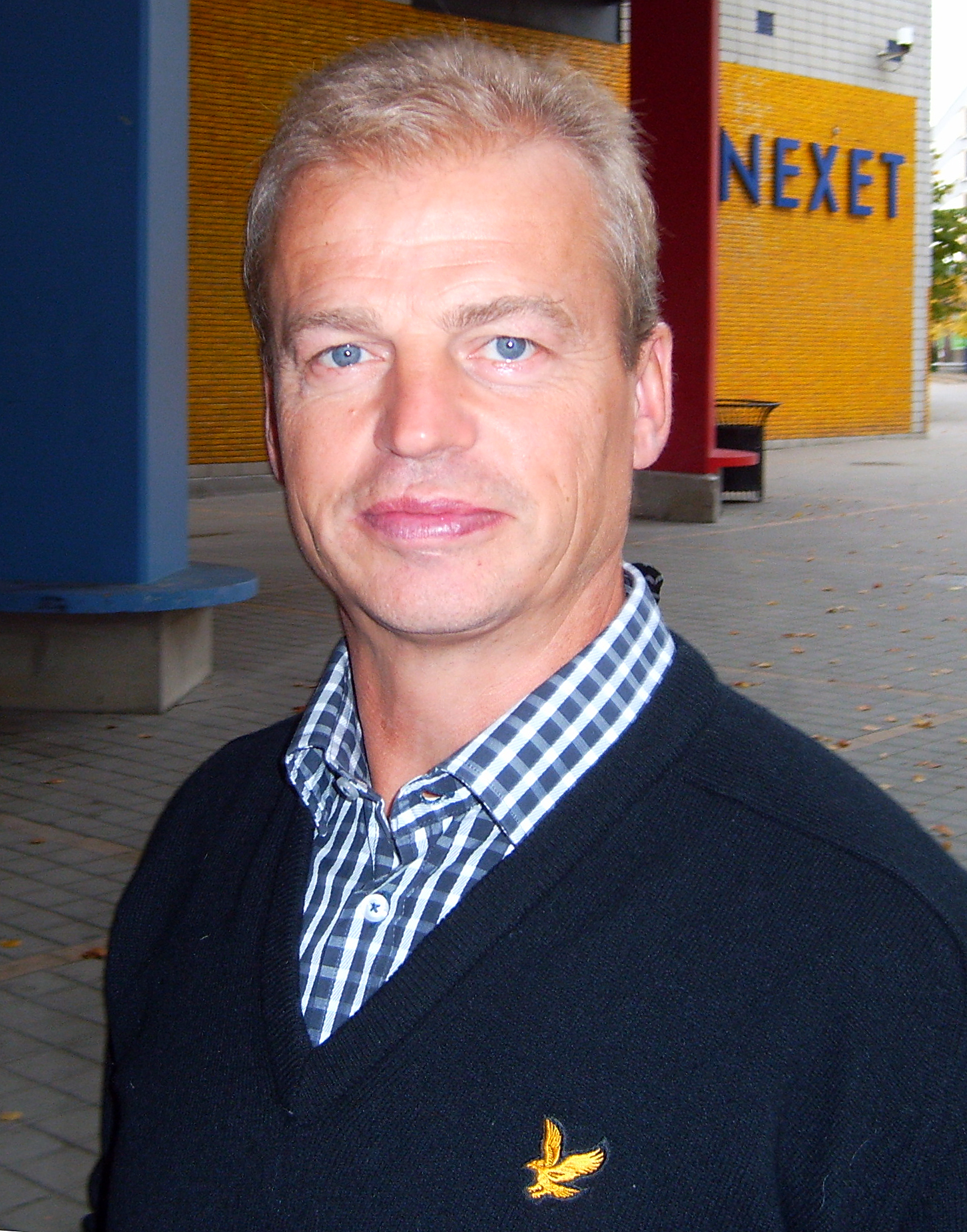
Bengt-Åke Gustafsson war von 1993 bis 1999 einer der Schlüsselspieler der VEU Feldkirch.

Nach einigen durchschnittlichen Spielzeiten begann der Aufstieg der VEU im Jahr 1991. Am 13. November 1991 wurde mit Ralph Krueger jener Trainer verpflichtet, der die VEU in den folgenden Jahren von einem sportlichen Erfolg zum nächsten führen sollte. Krueger verpflichtete 1992 die beiden Schweden Bengt-Åke Gustafsson und Thomas Rundqvist und scharte mit Tom Searle, Simon Wheeldon und einigen anderen weitere arrivierte Spieler um sie. Von 1994 bis 1998 dominierte die VEU das Eishockey-Geschehen in Österreich und gewann konkurrenzlos fünf Meistertitel in Folge. Gleichzeitig konnten auf internationalem Eis einige vielbeachtete Erfolge verbucht werden. Einer der Höhepunkte war der Gewinn der European Hockey League bei der Austragung 1998, dem auch der Sieg beim IIHF Super Cup folgte.
Ralph Krueger fällte jedoch im selben Jahr die Entscheidung, als Trainer nicht mehr zur Verfügung zu stehen, da er das Traineramt bei der Schweizer Eishockeynationalmannschaft übernommen hatte. Dazu gesellten sich finanzielle Probleme, die aus den großen Ausgaben für die Kader der vergangenen Jahre und aus dem mangelnden Marketing erwuchsen. Bereits nach kurzer Zeit zeichnete sich ab, dass die VEU ihren Erfolgslauf nicht würde fortsetzen können. Auch einige der arrivierten Spieler mussten entlassen werden, und der Club schleppte sich noch zwei Jahre lang durch den Spielbetrieb in der höchsten Klasse, ehe im Jahr 2000 das Aus folgte.

### Verein Eishockey Union Feldkirch (ab 2000)
| Saison  | Liga   | Platzierung | Platzierung | Play-offs        |
| ------- | ------ | ----------- | ----------- | ---------------- |
| 2000/01 | OL     | 1.          | 1.          | Vizemeister      |
| 2001/02 | NatL   | 2.          | 2.          | Meister          |
| 2002/03 | EBEL   | 4.          | 4.          | Viertelfinale    |
| 2003/04 | EBEL   | 6.          | 6.          | –                |
| 2004/05 | NatL   | 4.          | 4.          | Viertelfinale    |
| 2005/06 | NatL   | 1.          | 1.          | Halbfinale       |
| 2006/07 | NatL   | 2.          | 2.          | Meister          |
| 2007/08 | NatL   | 4.          | 4.          | Halbfinale       |
| 2008/09 | NatL   | 4.          | 4.          | Halbfinale       |
| 2009/10 | NatL   | 4.          | 4.          | Halbfinale       |
| 2010/11 | NatL   | 3.          | 2.          | Meister          |
| 2011/12 | NatL   | 4.          | 4.          | Halbfinale       |
| 2012/13 | INL    | 5.          | 5.          | –                |
| 2013/14 | INL    | 6.          | 7.          | Viertelfinale    |
| 2014/15 | INL    | 4.          | 2.          | Vizemeister      |
| 2015/16 | INL    | 1.          | 1.          | Halbfinale       |
| 2016/17 | AlpsHL | 6.          | 5.          | Viertelfinale    |
| 2017/18 | AlpsHL | 4.          | 4.          | Viertelfinale    |
| 2018/19 | AlpsHL | 7.          | 7.          | Play-offs laufen |

Nach dem Konkurs ging der neu gegründete Verein als EHC Feldkirch 2000 ab der Saison 2000/01 in der damals zweithöchsten Spielklasse, der Oberliga, an den Start, die zwischenzeitlich zur Nationalliga geworden war. In der zweiten Spielklasse spielt der Club bis heute und konnte zweimal den Titel gewinnen: Erstmals in der Saison 2006/07 gegen den EV Zeltweg, vier Jahre später wurde Dornbirn in der Finalserie 3:0 bezwungen. In der Saison 2014/15 der INL scheiterte die VEU in der Best-of-five-Finalserie mit 0:3 am EHC Lustenau und wurde Vizemeister.
Zur Saison 2019/20 wurde der Vereinsname offiziell wieder in Vorarlberger Eishockey Union geändert. 2022 bewarb sich die VEU erneut um die Aufnahme in die ICE Hockey League, zunächst als Team Vorarlberg gemeinsam mit dem Dornbirner EC. Später zog sich der DEC aus diesem Vorhaben zurück und es wurde mit den Pioneers Vorarlberg ein neuer Eishockeyclub gegründet. Die erste Mannschaft der VEU wurde folglich aus der Alps Hockey League abgemeldet, ein Teil der Spieler wechselte zu den neu gegründeten Pioneers, mit denen die VEU kooperiert. Die ehemals zweite Mannschaft des Klubs spielt in der Saison 2022/23 in der drittklassigen Ö Eishockeyliga.

## Erfolge

### Erfolge der „alten“ VEU
- neun Meistertitel in der österreichischen Liga: 1981/82, 1982/83, 1983/84, 1989/90, 1993/94, 1994/95, 1995/96, 1996/97, 1997/98
- vier Mal Sieger der Alpenliga: 1995/96, 1996/97, 1997/98, 1998/99
- Sieger der European Hockey League 1997/98
- Nationalligameister 1966/67
- IIHF Super Cup 1998

### Erfolge der „neuen“ VEU
- Nationalliga-Meister 2006/07, 2010/11
- Österreichischer Meister der zweiten Spielklasse (als bestplatzierte Mannschaft der Alps Hockey League) 2016/17, 2017/18
- Sieger des Österreich-Cup 2014/15

## Meistermannschaften
| Österreichischer Meister Saison 1981/82 | Torhüter: Michael Rudmann Verteidiger: Jeff Geiger, Karl Heinzle, Konrad Dorn Angreifer: Kelvin Greenbank, Brian Hill, Günter Stockhammer Trainerteam: |

| Österreichischer Meister Saison 1982/83 | Torhüter: Michael Rudmann Verteidiger: Jeff Geiger, Karl Heinzle, Konrad Dorn Angreifer: Reinhard Dossi, Franz Fussi, Kelvin Greenbank, Günter Stockhammer, Brian Hill, Gerhard Puschnik Trainerteam: |

| Österreichischer Meister Saison 1983/84 | Torhüter: Michael Rudmann Verteidiger: Konrad Dorn, Jeff Geiger, Peter Haberl, Karl Heinzle Angreifer: Franz Fussi, Fritz Ganster, Doug Gibson, Kelvin Greenbank, Günter Stockhammer, Brian Hill, Gerhard Puschnik Trainerteam: |

| Österreichischer Meister Saison 1989/90 | Torhüter: Arnulf Zimmermann Verteidiger: Karl Heinzle, Michael Shea, Michael Sparr, Wolfgang Strauss Angreifer: Franz Fussi, Fritz Ganster, Kelvin Greenbank, Richard Grenier, Fedor Kanareykin, Arno Maier, Rick Nasheim, Gerhard Puschnik Trainerteam: |

| Österreichischer Meister Saison 1993/94 | Torhüter: Claus Dalpiaz, Reinhard Divis Verteidiger: Konrad Dorn, Jeff Geiger, Karl Heinzle, Michael Lampert, Tom Searle, Michael Shea, Wolfgang Strauss Angreifer: Fritz Ganster, Bengt-Åke Gustafsson, Siegfried Haberl, Rick Nasheim, Gerhard Puschnik, Thomas Rundqvist, Bernd Schmidle, Simon Wheeldon Trainerteam: Ralph Krueger |

| Österreichischer Meister Saison 1994/95 | Torhüter: Reinhard Divis, Claus Dalpiaz Verteidiger: Konrad Dorn, Karl Heinzle, Michael Lampert, Dominic Lavoie, Tom Searle, Wolfgang Strauss Angreifer: Franz Fussi, Fritz Ganster, Bengt-Åke Gustafsson, Siegfried Haberl, Martin Lindner, Gerhard Puschnik, Thomas Rundqvist, Jukka-Pekka Seppo, Thomas Sticha, Simon Wheeldon Trainerteam: Ralph Krueger |

| Österreichischer Meister Saison 1995/96 | Torhüter: Reinhard Divis, Arnulf Zimmermann Verteidiger: Konrad Dorn, Karl Heinzle, Michael Lampert, Dominic Lavoie, Tom Searle, Wolfgang Strauss Angreifer: Franz Fussi, Fritz Ganster, Christoph Gesson, Bengt-Åke Gustafsson, Siegfried Haberl, Normand Krumpschmid, Rick Nasheim, Gerhard Puschnik, Thomas Rundqvist, Bernd Schmidle, Thomas Sticha, Simon Wheeldon Trainerteam: Ralph Krueger |

| Österreichischer Meister Saison 1996/97 | Torhüter: André Dietzsch, Reinhard Divis, Markus Seidl Verteidiger: Greg Brown, Konrad Dorn, Karl Heinzle, Michael Lampert, Dominic Lavoie, Robert Robinson, Tom Searle, Wolfgang Strauss Angreifer: Raimund Divis, Fritz Ganster, Daniel Gauthier, Christoph Gesson, Bengt-Åke Gustafsson, Normand Krumpschmid, Rick Nasheim, Gerhard Puschnik, Thomas Rundqvist, Bernd Schmidle, Thomas Sticha, Simon Wheeldon Trainerteam: Ralph Krueger |

| Österreichischer Meister Saison 1997/98 | Torhüter: Reinhard Divis, Bruno Campese Verteidiger: Jesper Duus, Per Lundell, Tom Searle, Dominic Lavoie, Patrik Aronsson, Michael Lampert, Wolfgang Strauss Angreifer: Mika Asikainen, Raimund Divis, Fritz Ganster, Daniel Gauthier, Christoph Gesson, Bengt-Åke Gustafsson, Rick Nasheim, Gerhard Puschnik, Thomas Rundqvist, Bernd Schmidle, Thomas Sticha, Tomaž Vnuk, Simon Wheeldon, Nik Zupančič Trainerteam: Ralph Krueger |

## Spieler

### Bekannte ehemalige Spieler
(Teamzugehörigkeit und Position in Klammern)
| - Reinhard Divis (1993–1999, Torwart) Reinhard Divis war in den 1990er Jahren Stammtorwart der VEU und schaffte über einen kurzzeitigen Aufenthalt in Schweden den Sprung in die National Hockey League, wo er als erster österreichischer Torwart ein Spiel bestritt.                                                     | - Dominic Lavoie (1994–1999, 2010, Verteidiger) Dominic Lavoie blieb dem Club fünf Jahre lang treu und erhielt in dieser Zeit auch die österreichische Staatsbürgerschaft. Er absolvierte auch insgesamt 56 Spiele für die österreichische Eishockeynationalmannschaft, in denen er 26 Scorerpunkte erzielte. | - Bengt-Åke Gustafsson (1993–1999, Center) Der Schwede war bis 2010 Trainer der schwedischen Eishockeynationalmannschaft und als Spieler mit ihr Olympiasieger und Weltmeister 2006.                                                                                        | - Rick Nasheim (1987–1994, Stürmer) Der Austrokanadier erlebte den Aufstieg der VEU zur erfolgreichsten österreichischen Clubmannschaft der 1990er Jahre mit und war danach mehrere Jahre lang Co-Trainer des EHC Linz, ehe er 2010 als Co-Trainer in die Deutsche Eishockey Liga wechselte.                                   |
| - Thomas Rundqvist (1993–1998, Stürmer) Rundqvist, der 2007 mit der Aufnahme in die Hockey Hall of Fame geehrt wurde, kam 1993 zur VEU Feldkirch und konnte in jedem der fünf Jahre seines Engagements den Meistertitel mit dem Club gewinnen.                                                                             | - Simon Wheeldon (1993–1999, 2002–2004, Stürmer) Wheeldon kam erstmals in den Neunzigern zur VEU und kehrte zum Ende seiner aktiven Karriere im Jahr 2002 noch einmal zu dem Verein zurück. Als Spieler des österreichischen Nationalteams absolvierte er 54 Einsätze und erzielte dabei 34 Scorerpunkte.     | - Jeff Geiger (1981–1985, 1993–1994, Verteidiger) Geiger kam erstmals in den 1980er Jahren zur VEU und absolvierte dort vier erfolgreiche Spielzeiten. Nach mehreren Wechseln innerhalb Österreichs kehrte er 1993 zum Ende seiner Karriere noch einmal zu dem Club zurück. | - Tomaž Vnuk (1997–1999, 2002–2004, Stürmer) Vnuk galt über lange Jahre als einer der besten slowenischen Spieler seiner Generation und verstärkte die VEU für zwei Jahre zu Beginn des neuen Jahrtausends. Im Jahr 2010 beendete er bei seinem Heimatclub HDD Olimpija Ljubljana seine lange Karriere im Alter von 40 Jahren. |
| - Daniel Gauthier (1996–1999, 2001–2004, 2008–2009, Stürmer) Gauthier war Ende der 1990er einer der beständigsten Scorer der VEU kehrte in späteren Jahren nach Zwischenstationen bei mehreren anderen österreichischen Teams noch zwei Mal zu den Feldkirchern zurück.                                                    | - Tom Searle (1993–1998, Verteidiger) Searle war zu seiner Zeit einer der offensivsten Verteidiger der österreichischen Liga und lieferte so einen wichtigen Beitrag zu den Meistertiteln der VEU. Nach dem Abstieg des Clubs blieb er noch für sechs Jahre in Österreich, wo er für den EC VSV auflief.      | - Konrad Dorn (1987–2005, 1988–1989, 1991–1992, 1993–2005, Verteidiger) Der gebürtige Feldkircher ist einer der langgedientesten Spieler der Mannschaft und absolvierte den größten Teil seiner Karriere bei der VEU.                                                       | - Fritz Ganster (1983–2003, Stürmer) Der aus Zeltweg stammende Stürmer verbrachte insgesamt zwanzig Jahre bei der VEU und durchlebte alle Höhen und Tiefen mit dem Club, mit dem er auch sieben Mal den österreichischen Meistertitel gewinnen konnte.                                                                         |
| - Michael Shea (1989–1994, Verteidiger) Shea kam vom Lokalrivalen EHC Lustenau nach Feldkirch und absolvierte dort insgesamt fünf Spielzeiten. Seit seinem Karriereende im Jahr 2003 ist Shea als Trainer bzw. Co-Trainer aktiv und war unter anderem für den Graz 99ers tätig, ehe er zum EC Red Bull Salzburg wechselte. | - Karl Heinzle (1981–1997, Verteidiger) Wie Konrad Dorn zählte auch Heinzle zu den besten Österreichern im Team der VEU, deren Dress er insgesamt sechzehn Jahre lang überstreifte, ehe er seine aktive Karriere mit zwei Spielzeiten beim EC Dornbirn ausklingen ließ.                                       | - Brian Hill (1981–1988, Stürmer) Brian Hill zählte in den 1980ern zu den erfolgreichsten Stürmern der österreichischen Liga und absolvierte auch insgesamt zwölf Einsätze für die österreichische Nationalmannschaft.                                                      | - Kelvin Greenbank (1980–1992, Stürmer) Der Austrokanadier blieb für insgesamt zwölf Jahre bei der VEU und verbuchte in dieser Zeit 410 Scorerpunkte in 290 Begegnungen. - Gerhard Puschnik |

## Trainergeschichte
| Zeitraum                      | Trainer                           | Erfolge |
| VEU Feldkirch (1927 bis 2000) | VEU Feldkirch (1927 bis 2000)     | VEU Feldkirch (1927 bis 2000)                                                                                |
| ----------------------------- | --------------------------------- | --- |
| 1967 bis 1968                 | Andy Herrebout (Spielertrainer)   | |
| 1968 bis 1971                 | Pepan Koller                      | |
| 1972 bis 1973                 | Jim Wilcox, Josef Stembrock       | |
| 1973 bis 1974                 | Jaakko Sartio                     | |
| 1974 bis 1975                 | Hans Schulz                       | |
| 1975 bis 1977                 | Edward Hays                       | |
| 1977 bis 1978                 | Pepan Koller, Josef Mössmer       | |
| 1978 bis 1979                 | Wayne Hall                        | |
| 1979 bis 1982                 | Miroslav Berek                    | ein Meistertitel, Entlassung während der Saison 1981/82                                                      |
| 1982 bis 1983                 | Kelvin Greenbank (Spielertrainer) | zwei Meistertitel                                                                                            |
| 1983 bis 1985                 | Garry Davidson                    | |
| 1985 bis 1986                 | Bart Crashley                     | |
| 1986 bis 1989                 | Kelvin Greenbank (Spielertrainer) | |
| 1989 bis November 1991        | Sascha Barinew                    | ein Meistertitel                                                                                             |
| November 1991 bis 1998        | Ralph Krueger                     | Fünf Mal österreichischer Meister, drei Mal Meister der Alpenliga, einmal Meister der European Hockey League |
| 1998 bis 1999                 | Bengt-Åke Gustafsson              | Meister der Alpenliga                                                                                        |
| 1999 bis 2000                 | Mike Sirant                       | |
| VEU Feldkirch (seit 2000)     |                                   | |
| 2000 bis 2003                 | ?                                 | |
| 2003 bis Dezember 2003        | Tom Coolen                        | |
| Dezember 2003 bis 2004        | Tom Pokel                         | |
| 2004 bis 2005                 | Konrad Dorn                       | |
| 2005 bis 2007                 | Tom Pokel                         | ein Meistertitel                                                                                             |
| 2007 bis Jänner 2008          | Gerhard Puschnik                  | |
| Jänner 2008 bis Jänner 2009   | Bernd Walch                       | |
| Jänner 2009 bis April 2009    | Kjell G. Lindquist                | |
| 2009 bis Jänner 2010          | Bengt Ericsson                    | |
| Jänner 2010 bis April 2010    | Konrad Dorn                       | |
| April 2010 bis April 2011     | Michael Lampert                   | ein Meistertitel                                                                                             |
| August 2012 bis April 2013    | Ivan Dornic senior                | |
| Mai 2013 bis Mai 2015         | Miloš Holaň                       | |
| Mai 2015 bis April 2018       | Michael Lampert                   | 3× Zweitligameister 2010/11, 2016/17, 2017/18                                                                |
| Seit August 2018              | Nik Zupančič                      | |

## Spielstätte
Die Heimstätte der VEU Feldkirch ist die Vorarlberghalle, die im Jahr 1977 eröffnet und 2000 einem kleineren Umbau und einer Modernisierung unterzogen wurde. Mit einer Kapazität von etwa 5200 Zuschauern gehört sie zu den größten Eishallen Österreichs und war im Lauf ihrer Geschichte Bühne für einige der größten Erfolge der VEU Feldkirch. Im Jahre 2018 wurde die Bande der Eishalle erneuert sowie eine Videowand sowie Torkameras installiert.

### Zuschauerschnitt
| Zuschauerstatistik |            |           |                     |
| Saison             | Heimspiele | Zuschauer | Zuschauer pro Spiel |
| 2006/07            | 22         | 44.777    | 2.035               |
| 2007/08            | 20         | 32.184    | 1.609               |
| 2008/09            | 18         | 32.912    | 1.828               |
| 2009/10            | 20         | 39.409    | 1.970               |